# 安德魯·赫胥黎
安德魯·赫胥黎爵士，OM，FRS（Sir Andrew Fielding Huxley，1917年11月22日—2012年5月30日）是一位生理學家與生物物理學家，與艾倫·勞埃德·霍奇金共同研究神經的動作電位，兩人因此與研究突觸的約翰·卡魯·埃克爾斯共同獲得1963年的諾貝爾生理學或醫學獎。

## 生平
出生於英國倫敦，赫胥黎在1955年獲選成為皇家學會會員，並在1974年獲得騎士勳銜。此外，他也是赫胥黎家族的成員之一，父親是小說家里歐納德·赫胥黎（Leonard Huxley），祖父是19世紀的著名生物學家湯瑪斯·亨利·赫胥黎。
赫胥黎在2012年5月30日於劍橋郡艾登布魯克斯醫院逝世，終年94歲。